# Somalia en los Juegos Olímpicos de Múnich 1972
Somalia estuvo representada en los Juegos Olímpicos de Múnich 1972 por tres deportistas masculinos que compitieron en atletismo.
El portador de la bandera en la ceremonia de apertura fue el atleta Mohamed Aboker. El equipo olímpico somalí no obtuvo ninguna medalla en estos Juegos.